# Lilla Cabot Perry

Selbstporträt, etwa 1889–1896

Lydia Cabot, besser bekannt als Lilla Cabot Perry (* 13. Januar 1848 in Boston, Massachusetts; † 28. Februar 1933 in Hancock, New Hampshire) war eine US-amerikanische Malerin des Impressionismus.

## Leben und Werk
Lydia Cabot war die Tochter von Dr. Samuel Cabot III, einem prominenten Bostoner Chirurgen, und seiner Ehefrau Hannah Lowell Jackson. Innerhalb der Familie wurde sie Lilla gerufen. Ihre Familie gehörte zur angesehenen Bostoner Gesellschaft (→Boston Brahmins) und im Salon ihrer Mutter kam sie schon in jungen Jahren in Kontakt zu literarischen Größen wie Ralph Waldo Emerson, Louisa May Alcott und James Russell Lowell. Dank der besonderen Gabe der Gastgeberin, die auch gerne „Frau Doktor“ genannt wurde, kamen hier Personen mit den unterschiedlichsten politischen Ansichten zusammen.

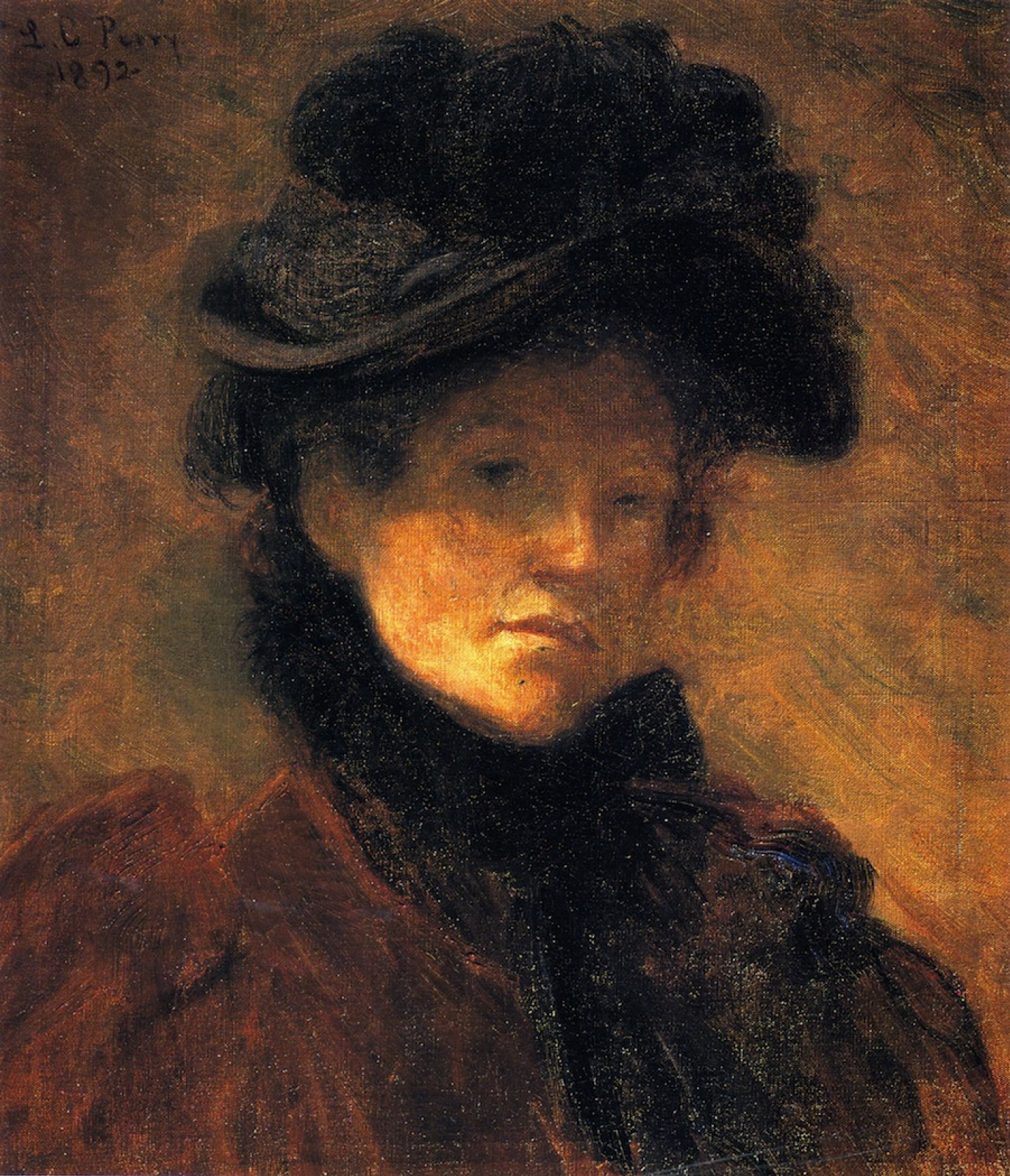
Selbstporträt, 1892

Cabot erhielt eine umfassende und vorzügliche Ausbildung, sie studierte Klassische Literatur, Sprachen, Poesie und Musik. Es gibt ein paar Hinweise, dass sie Skizzen bei Sitzungen mit ihren Freunden machte, aber vor 1884 keine Ausbildung in der Kunst erhielt. Cabot war 13 Jahre alt, als der Sezessionskrieg (auch Amerikanischer Bürgerkrieg) begann. Ihre Eltern waren leidenschaftliche Abolitionisten und nahmen eine aktive Rolle bei der Pflege verletzter Soldaten und entlaufener Sklaven ein. Als der Bürgerkrieg beendet war, zog die Familie Cobot auf einen Bauernhof in Canton, Massachusetts.

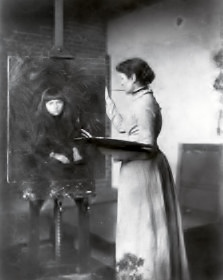
Lilla Cabot Perry in ihrem Atelier, um 1890

Am 9. April 1874 heiratete sie den Harvard-Professor für Englische Literatur Thomas Sergeant Perry (1845–1928), einen Großneffen des Commodore Matthew Calbraith Perry. Aus der Verbindung gingen drei Kinder, Margaret (* 1876), Edith (* 1880), und Alice (* 1884), hervor.
Im Gegensatz zu vielen anderen Malerinnen widmete Perry sich erst nach ihrer Hochzeit und der Geburt ihrer Kinder ernsthaft der Malerei. Auch war sie eine der wenigen amerikanischen Künstlerinnen, die in Japan lebten und malten. In ihrem Werk kam es um 1889, nachdem sie Claude Monet (1840–1926) kennengelernt hatte, zu einem Stilwandel, der sich sowohl in der Technik wie auch in der Motivik offenbarte. Perry trug von nun an die Farbe direkt auf und setzte sich mit der Landschaft auseinander. Obwohl Perry nie die Berühmtheit von Mary Cassatt (1845–1926) erreichte, war sie doch international bekannt und in Künstlerkreisen angesehen. Dass Lilla Cabot Perry dennoch nach ihrem Tod in Vergessenheit geriet, war zum Teil ihrer künstlerischen Orientierung zum Impressionismus zuzuschreiben, der lange Zeit als weniger anspruchsvoll galt.
Lilla Cabot Perry starb mit 85 Jahren in Hancock (New Hampshire) und ihr Urnenbegräbnis fand auf dem Norway Plain Cemetery statt.

## Bilder (Auswahl)

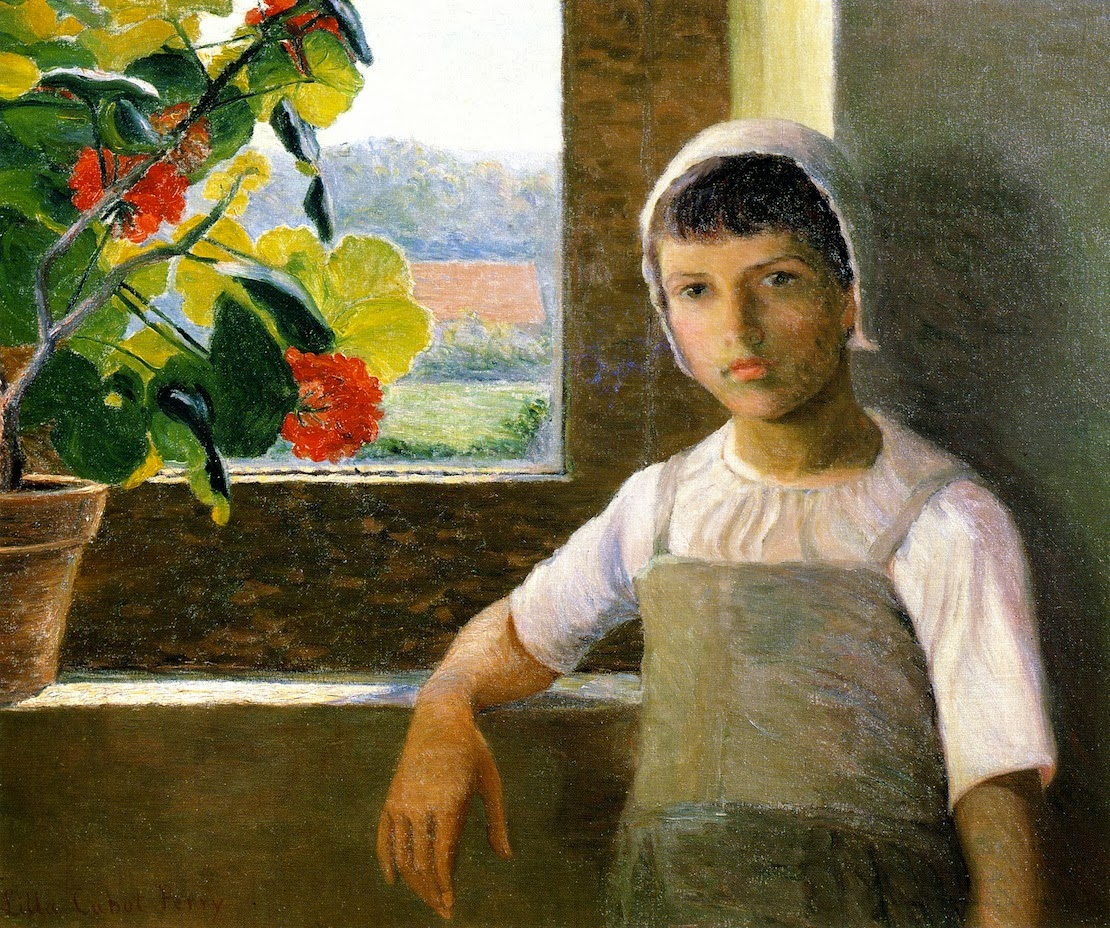
Little Angel, 1889
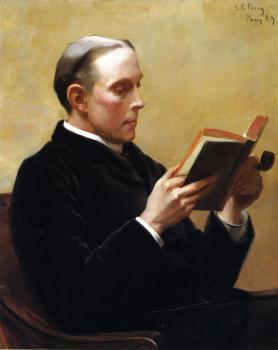
Thomas Sergeant Perry, 1889
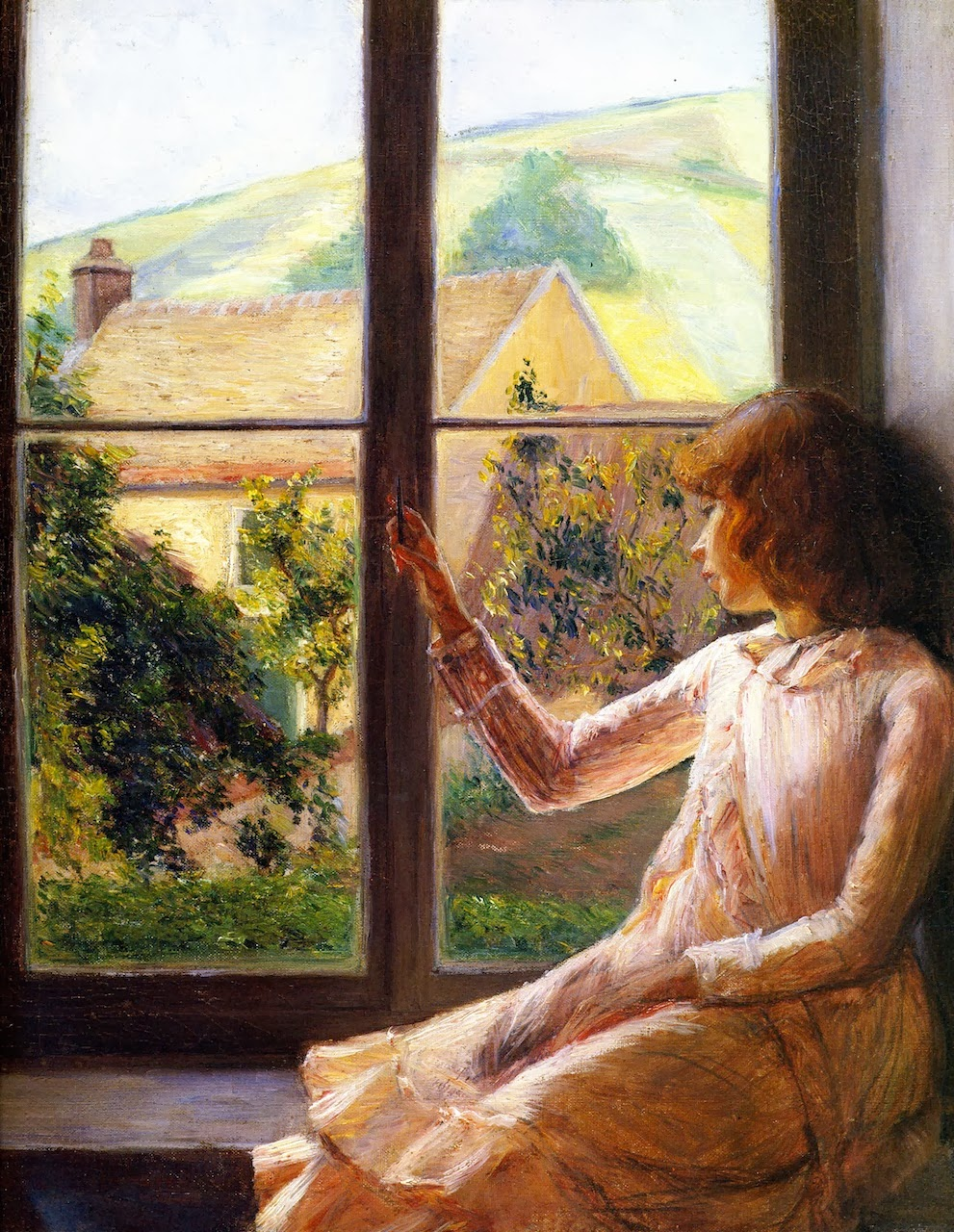
Child at the Window, 1891
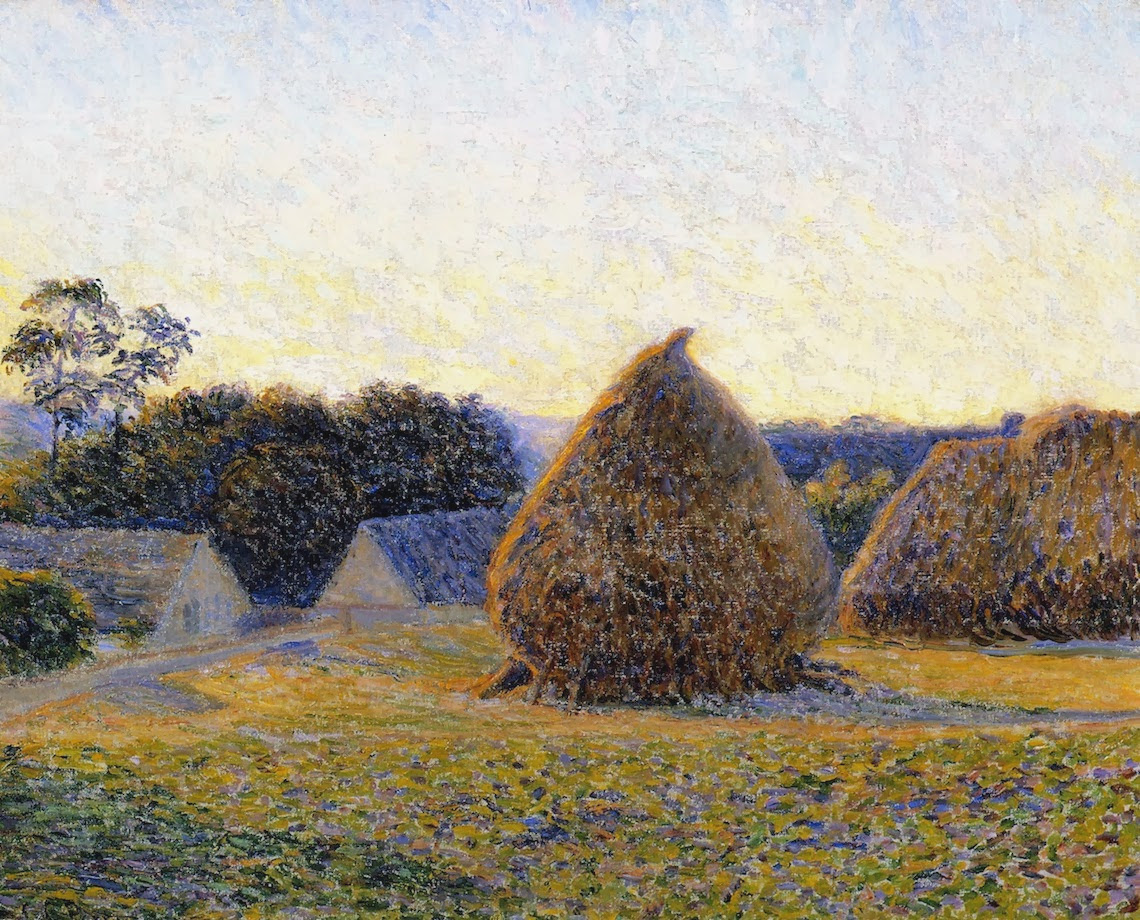
Haystacks, Giverny, 1896
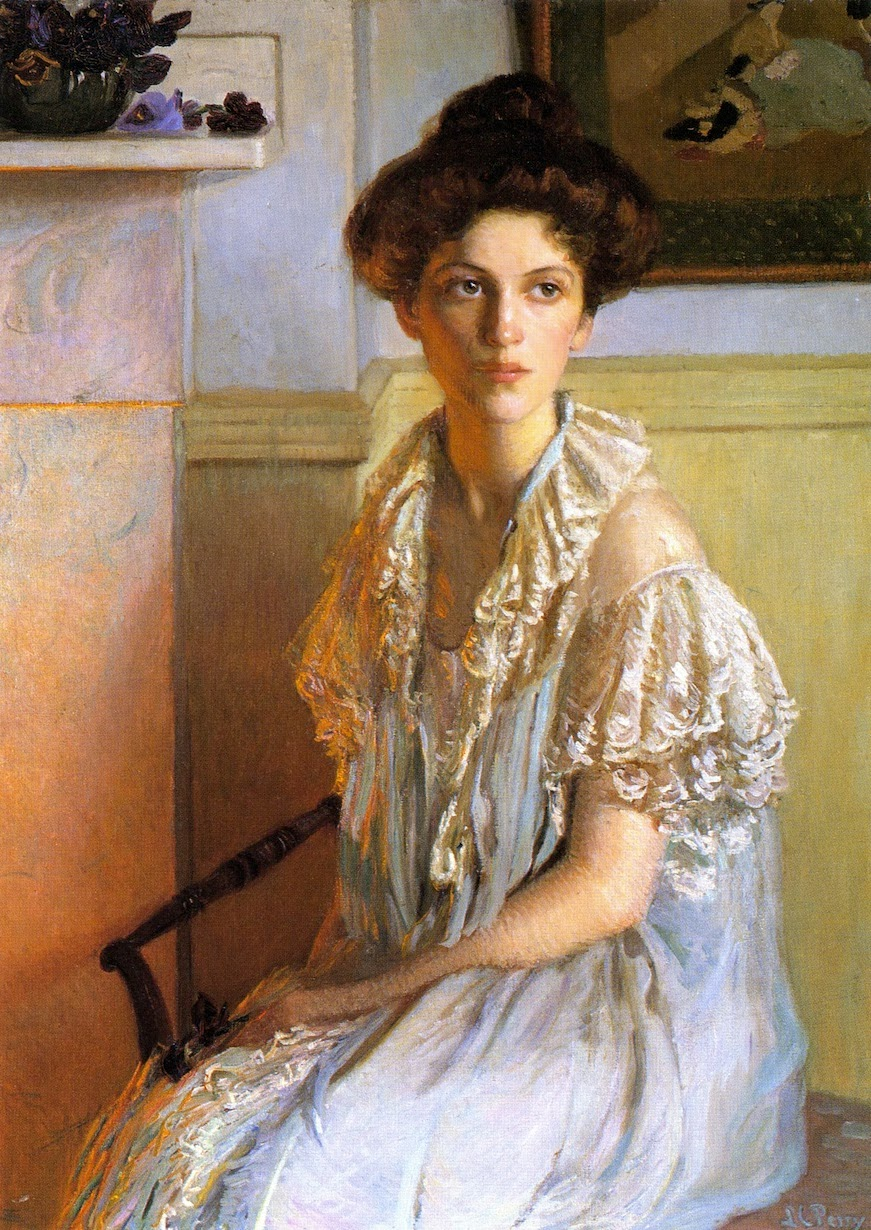
Lady With Bowl of Violets, 1910
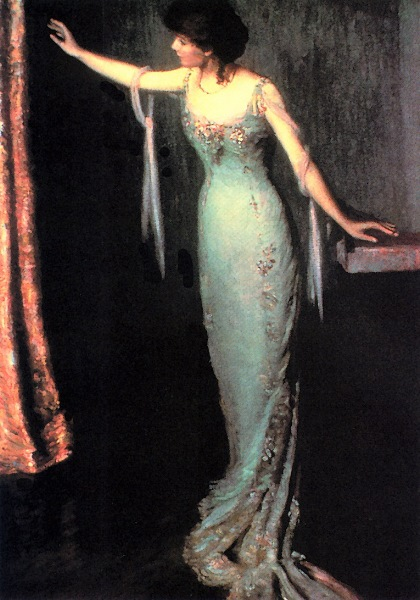
Lady in an Evening Dress, 1911
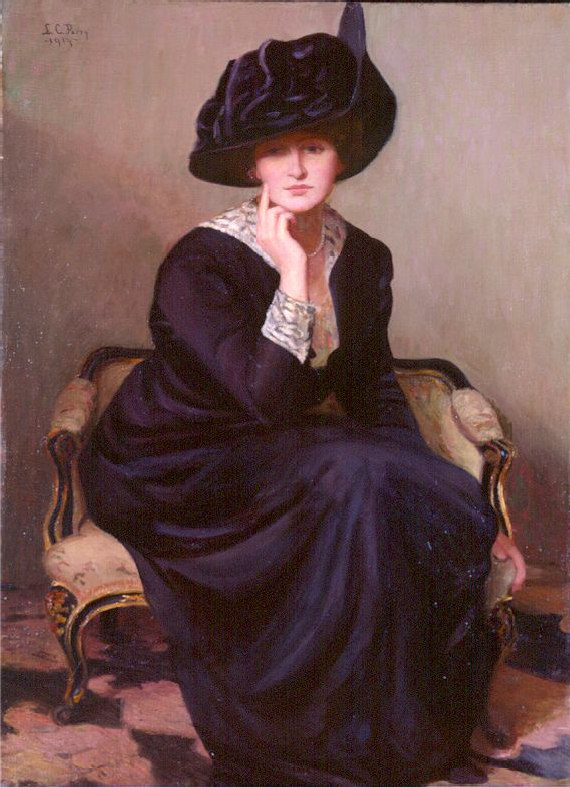
The Black Hat, 1914
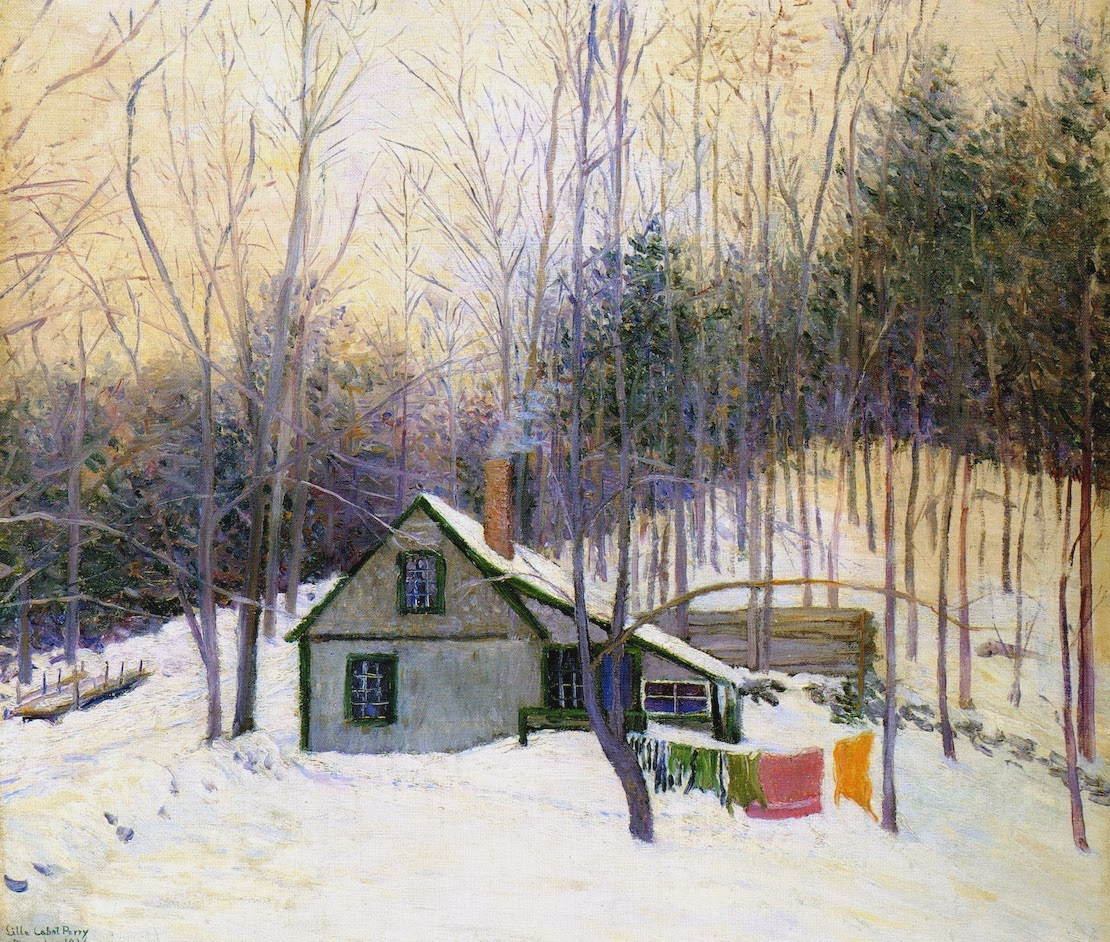
A Snowy Monday, 1920